# Гаврил Цоков
Гаврил Цоков (Цаков) Кълев (Колев) е български опълченец (1877 – 1878).

## Биография
Роден е около 1855 – 1856 година в Копривщица. Постъпва в Българското опълчение и на 30 април 1877 г. е зачислен като редник в V дружина, II рота. Уволнен е от служба на 22 юни 1878 г.  Записан като Гаврил Цонков Колев воюва и в Руско-българската бригада, II батальон под командването на капитан Райчо Николов.
След Освобождението живее в Пловдив, а после се връща в родния си град. От 1882 до 1888 година е полицейски стражар, след това работи като книжар, терзия, бакалски слуга.
По време на живота си в Пловдив е активен член на тамошното Поборническо-опълченско дружество, в различни години е в настоятелството му, избиран е за секретар и подпредседател на дружеството.
През 1907 година, когато в Копривщица е учредено първото в България Дружество за залесяване, е избран в неговото ръководство.
През 1923 година е обявен за почетен гражданин на Габрово заедно с останалите живи по това време опълченци, известни на габровци.
Умира на 22 август 1931 година в Копривщица.